# Raymond (Maine)
Raymond è un centro abitato (town) degli Stati Uniti d'America, situato nella Contea di Cumberland nello Stato del Maine. Nel censimento del 2010 la popolazione era di 4.436 abitanti.

## Geografia fisica
Secondo i rilevamenti dell'United States Census Bureau, la località di Raymond si estende su una superficie di 115,90 km².